# أنيت كيسفالودي
أنيت كيسفالودي (بالمجرية: Kisfaludy Anett) مواليد 31 أغسطس 1990 في المجر، هي لاعبة كرة يد مجرية. مثلت منتخب المجر لكرة اليد للسيدات. وصلت مع فريقها إلى نهائي دوري أبطال أوروبا لكرة اليد للسيدات في 2009.

## روابط خارجية
- أنيت كيسفالودي على موقع الاتحاد الدولي لكرة اليد (الإنجليزية)
- أنيت كيسفالودي على موقع الاتحاد الأوروبي لكرة اليد (الإنجليزية)
- أنيت كيسفالودي على موقع اللجنة الأولمبية الدولية (الإنجليزية)
- أنيت كيسفالودي على موقع أوليمبيديا (الإنجليزية)